# Francisca Coya
Francisca Coya, död 1544, var en inkaprinsessa.
Hon var dotter till Huayna Capac. Hon tillfångatogs och blev konkubin till Diego de Sandoval 1533. 